# Colin Montgomerie
Colin Stuart Montgomerie (Glasgow, 23 giugno 1963) è un golfista scozzese, spesso chiamato con il soprannome di Monty.
Ha avuto una delle migliori carriere tra i giocatori del PGA European Tour, riuscendo a vincere per otto volte la classifica finale dell'Ordine di Merito, ossia dei giocatori che hanno conquistato più premi nel corso della stagione, di cui sette consecutivamente dal 1993 al 1999.
Complessivamente in carriera ha vinto 40 tornei.